# 鴻島

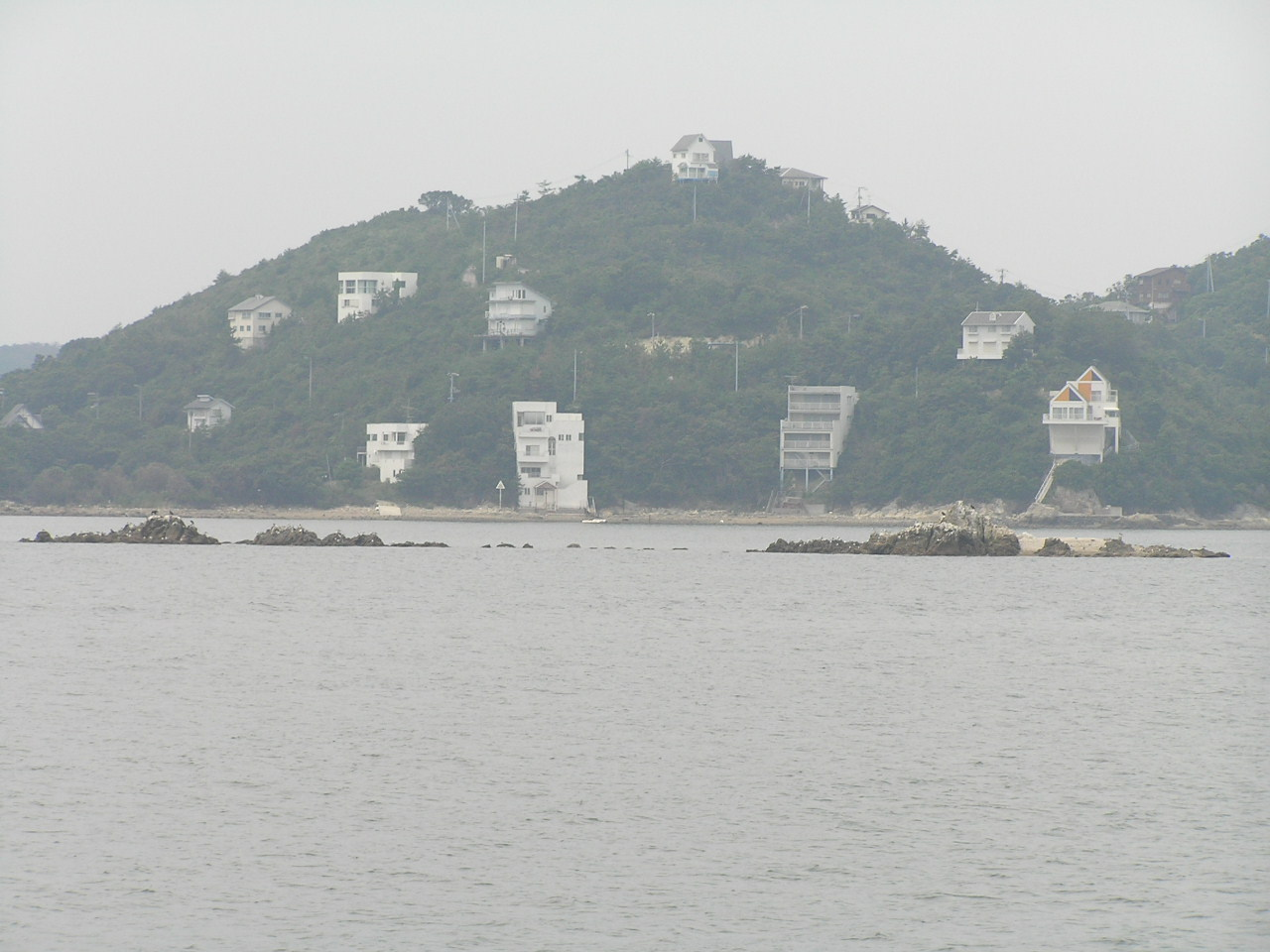
海に面し別荘が建ち並ぶ鴻島。

鴻島（こうじま）は岡山県備前市の日生諸島に属する約2.07k㎡の島。日生港の南4kmに位置し、急峻な山地が海岸に迫り平地は少ない。かつては甲島、香島とも書かれた。日生港の南、約4kmに位置する。2015年国勢調査によると人口は39名。2023年9月の住民基本台帳に基づく人口は55人。
近年では、約350軒の別荘が建ち並ぶ「別荘の島」として、またミカン狩りで知られる。鴻島のある日生諸島は瀬戸内海国立公園の東端に位置する。

## 概要
日生諸島は大小13の島々からなり、備前市、瀬戸内市と、その一部は兵庫県赤穂市に分布する。一帯は瀬戸内海国立公園に含まれ、1934年（昭和9年）に日本で最初に指定された国立公園である。瀬戸内海特有の穏やかな海と、点在する島々が織りなす景観が多島美と表される風光明媚な島である。付近の海域には、牡蠣筏が点々と浮かぶ。近年ミカン栽培が盛んとなり、日生港からは大生汽船によるミカン狩り専用船や、2022年からは日生駅まではJR西日本の観光列車「La Malle de Bois」（ラ・マル 備前長船）が岡山駅から運行される。
島には唯一のミカン狩りができる農園「横山農園」がある。ミカン栽培は、先に始めていた鶴島、鹿久居島にならい、1965年に始められ、10年も経たないうちにみかん狩りブームが到来、最高700人受け入れた日もあったといい、当時は島全体の農園で1日2,000人-3,000人。シーズン最盛期には25,000人-30,000人の来島者があった。また、道が整備されてない中でも、島の山頂からの絶景を目当てに写真家や画家が多く島を訪れていた。島の最高峰からは360度のパノラマが開ける。しかし、2015年の頭島への橋の開通により、ミカン狩りの来園者が激減した。「日生みかん」は味が濃くて甘いのが特徴で、9月頃から食べられる果皮に青みが残るジューシーで強い酸味の極早生と、11月頃から収穫できる早生の2種類があり、「西南のひかり」「デコポン」「はるみ」「みはや」「せとか」など、全8品目が栽培されている。海面からの反射光により十分な日射量があることや、島の年間降水量800-1000mmという降雨量の少なさ、段々畑であり雨が降っても土に残らない水はけのよさで高品質なミカンができる。
鴻島の記録に残る最大人口数は1968年の（昭和43年）197人で、その後、徐々に減少し、2023年には約55人が暮らす。バブル崩壊後、別荘を手放す人も増えたが、近年は定年退職後にそれまでの別荘に定住する人もいる。

## 歴史
古墳や土器が出土していることから、太古から人が生活していたことが判明。平安朝の都人が往来したと伝えられている。
延宝7年（1679年）に岡山藩の馬牧場となった後、元禄11年（1697年）に同藩の流刑地に指定された。その後は無人島となっていたが、1927年（昭和2年）に日生町が開墾を奨励し、1930年（昭和5年）より頭島から18世帯が入植したことで再び有人島となった。入植者たちは、葉タバコの栽培などを行っていた。第2次世界大戦後に入植が本格化し、近年はミカン栽培が盛んとなり、鴻島の北側に位置する曽島へ通ってミカン栽培をしていた例もある。最盛期は約300人が暮らした。
かつては、島内に日生町立日生西小学校鴻島分校が設置されていたが、1993年（平成5年）に休校し、2017年（平成29年）に閉校した。
また、海水浴場があり、昭和末のバブル期より行われた土地開発で、島内には約350軒の別荘が建てられている。

## 島内
亀の浦海水浴場
鴻島神社
御所垣史跡
よろづかげ
亀の浦にある入江である。往来する船が水を汲んだ後である古井戸が2つある。
にちごえ小島
泊山展望所
島の中央にある展望所である。

## 交通アクセス
日生港から大生汽船の定期船が1日4便あり、所要時間は約15分。

## 出身者
- 岡千秋